# Meranoplus froggatti
Meranoplus froggatti är en myrart som beskrevs av Auguste-Henri Forel 1913. Meranoplus froggatti ingår i släktet Meranoplus och familjen myror. Inga underarter finns listade i Catalogue of Life.